# Resultados do Carnaval de Belém em 2014
Resultados do Carnaval de Belém em 2014.

## Escolas de samba
| Grupo 1   | Grupo 1                     | Grupo 1 | Grupo 1 |
| Colocação | Escola                      | Nota    | Ref.    |
| --------- | --------------------------- | ------- | ------- |
| 1º        | Rancho Não Posso Me Amofiná |         | [ 1 ]   |
| 2º        | Império Pedreirense         |         | [ 1 ]   |
| 3º        | Quem São Eles               |         | [ 1 ]   |
| Grupo 2   |                             |         |         |
| Colocação | Escola                      | Nota    | Ref.    |
| 1º        | Xodó da Nega                |         | [ 1 ]   |
| 2º        | Alegria Alegria             |         | [ 1 ]   |
| 3º        | O Habitat do Boto           |         | [ 1 ]   |
| Grupo 3   |                             |         |         |
| Colocação | Escola                      | Nota    | Ref.    |
| 1º        | Os Colibris                 |         | [ 1 ]   |
| 2º        | Unidos da Osvaldo           |         | [ 1 ]   |
| 3º        | Parangolé do Samba          |         | [ 1 ]   |

## Blocos carnavalescos
| Grupo 1   | Grupo 1                            | Grupo 1 | Grupo 1 |
| Colocação | Bloco                              | Nota    | Ref.    |
| --------- | ---------------------------------- | ------- | ------- |
| 1º        | Mexe Mexe                          |         | [ 1 ]   |
| 2º        | Chupicopico                        |         | [ 1 ]   |
| 3º        | Império Jurunense                  |         | [ 1 ]   |
| Grupo 2   |                                    |         |         |
| Colocação | Bloco                              | Nota    | Ref.    |
| 1º        | Unidos da Pedreira                 |         | [ 1 ]   |
| 2º        | Encantos do Pará                   |         | [ 1 ]   |
| 3º        | Acadêmicos de Samba da Terra Firme |         | [ 1 ]   |